# Rebévelier
Ne doit pas être confondue avec Rebeuvelier, commune du canton du Jura.
Rebévelier est une commune suisse du canton de Berne, située dans l'arrondissement administratif du Jura bernois.

## Géographie
Avec ses 355 hectares, Rebévelier est la plus petite commune du Jura bernois.

## Histoire
De 1797 à 1815, Rebévelier a fait partie de la France, au sein du département du Mont-Terrible, puis, à partir de 1800, du département du Haut-Rhin, auquel le département du Mont-Terrible fut rattaché. Par décision du congrès de Vienne, le territoire de l’ancien évêché de Bâle fut attribué au canton de Berne, en 1815.
Lors des votations en cascade de 1974 à 1976 sur la création du canton du Jura, la commune demande de passer du district de Delémont au district de Moutier pour pouvoir rester dans le canton de Berne.

## Langues
En 1930 Rebévelier était francophone. Puis cette commune a changé de région linguistique.
En 2000, 66,7% de la population parlait l'allemand et 33,3% le français.